# Blå zoner
Blå zoner är demografiska och/eller geografiska områden i världen där människor anses leva mätbart längre. Konceptet växte fram ur ett demografiskt arbete skapat av Gianni Pes och Michel Poulain, som upptäckte att Sardiniens provins Nuoro är den region med högst koncentration av manliga hundraåringar. Dan Buettner, som etablerade begreppet, upptäckte fem områden där detta gällde, och erbjöd en förklaring baserad på empiriska data och förstahandsobservationer till att dessa populationer lever friskare och längre liv.
Forskaren Saul Justin Newman på University College London tilldelades 2024 Ig Nobelpriset för att ha visat att forskningen kring de blå zonerna baseras på dåliga data och inte är tillförlitlig. Enligt Newman kännetecknas de utpekade områdena av fattigdom, låg läskunnighet, stor brottslighet och allmänt dålig folkhälsa. Uppgifterna om många 100-åringar i de blå områdena beror i själva verket på dålig folkbokföring samt ibland att dödsfall inte inrapporterats för att anhöriga skulle kunna fortsätta inkassera den döda släktingens pension.

## De fem blå zonerna
- Okinawa (Japan)
- Sardinien (Italien)
- Nicoya (Costa Rica)
- Ikaria (Grekland)
- Bland adventister i Loma Linda, Kalifornien

## Egenskaper

Venndiagram över upplysning om livslängd från Okinawa, Sardinien, och Loma Linda

De människor som lever i de blå zonerna har gemensamma egenskaper i livsstilen som bidrar till deras livslängd. Venndiagrammet ovan framhåller följande sex gemensamma drag bland folk Okinawa, Sardinien, och Loma Linda: 
- Familj
- Mindre rökning
- Vegetarianism - specifikt i den sardiska kosten, där majoriteten av maten som konsumeras härrör från växter
- Ständig, måttlig fysisk aktivitet
- Socialt engagemang - människor i alla åldrar är socialt aktiva och integreras i samhället
- Baljväxter - vanlig föda

I Buettners bok finns en förteckning över nio lärdomar som täcker människornas livsstil i de blåa zonerna:
1. Måttlig, regelbunden fysisk aktivitet
2. Mening med livet
3. Stressreducering
4. Måttligt kaloriintag
5. Växtbaserad kost
6. Måttligt alkoholintag, speciellt vin
7. Engagemang i andlighet eller religion
8. Engagemang i familjelivet
9. Engagemang i samhällslivet